# Matthieu Bourret
Ne doit pas être confondu avec Mathieu Bourret.
Pour les articles homonymes, voir Bourret.

a Compétitions nationales et continentales officielles uniquement.

b Matchs officiels uniquement.
Matthieu Bourret, né le 26 avril 1985 à Perpignan, est un joueur français de rugby à XV qui évolue aux postes d'ailier et d'arrière.

## Biographie
Matthieu Bourret est né le 26 avril 1985 à Perpignan. Il est issu d'une famille rugbystique : son grand-père Irénée Carrère a porté le maillot national de l'équipe de France de rugby à XIII, son père Jean-Marc a évolué au poste de centre en tant que treiziste avec le XIII Catalan[réf. nécessaire] et Pia XIII puis quinziste avec l'USAP, ; sa sœur Marie choisira aussi de pratiquer le rugby à XV.
Il commence la pratique du rugby à Bompas vers 11 ans avant de rejoindre les cadets de l'USA Perpignan à l'âge de 13 ans,. Après un passage au pôle Espoirs de Marcoussis au sein de la promotion 2003-2004 Robert Paparemborde, il intègre l'équipe première de l'USA Perpignan en 2004. En parallèle, il évolue sous le maillot de l'équipe de France en catégories junior : il est ainsi vice-champion du monde avec les moins de 19 ans en 2004, puis champion du monde des moins de 21 ans en 2006,. Il remporte également avec son club le titre de champion de France en catégorie espoir.
Espoir du rugby français, Bourret s'est ensuite retrouvé au cœur d'un bras de fer de plusieurs mois avec son club de Perpignan qui ne voulait pas le laisser partir pour le Stade français, alors qu'il lui reste un an de contrat sous statut espoir. La Ligue nationale de rugby refusa d'intervenir en sa faveur et trancha pour son employeur, l'USAP. Après avoir été pressenti au Lyon OU, le joueur finit par signer pour le club anglais de Northampton en novembre 2006, grâce à l'intervention de la FFR qui lui accorde la lettre de sortie nécessaire pour jouer à l'étranger.

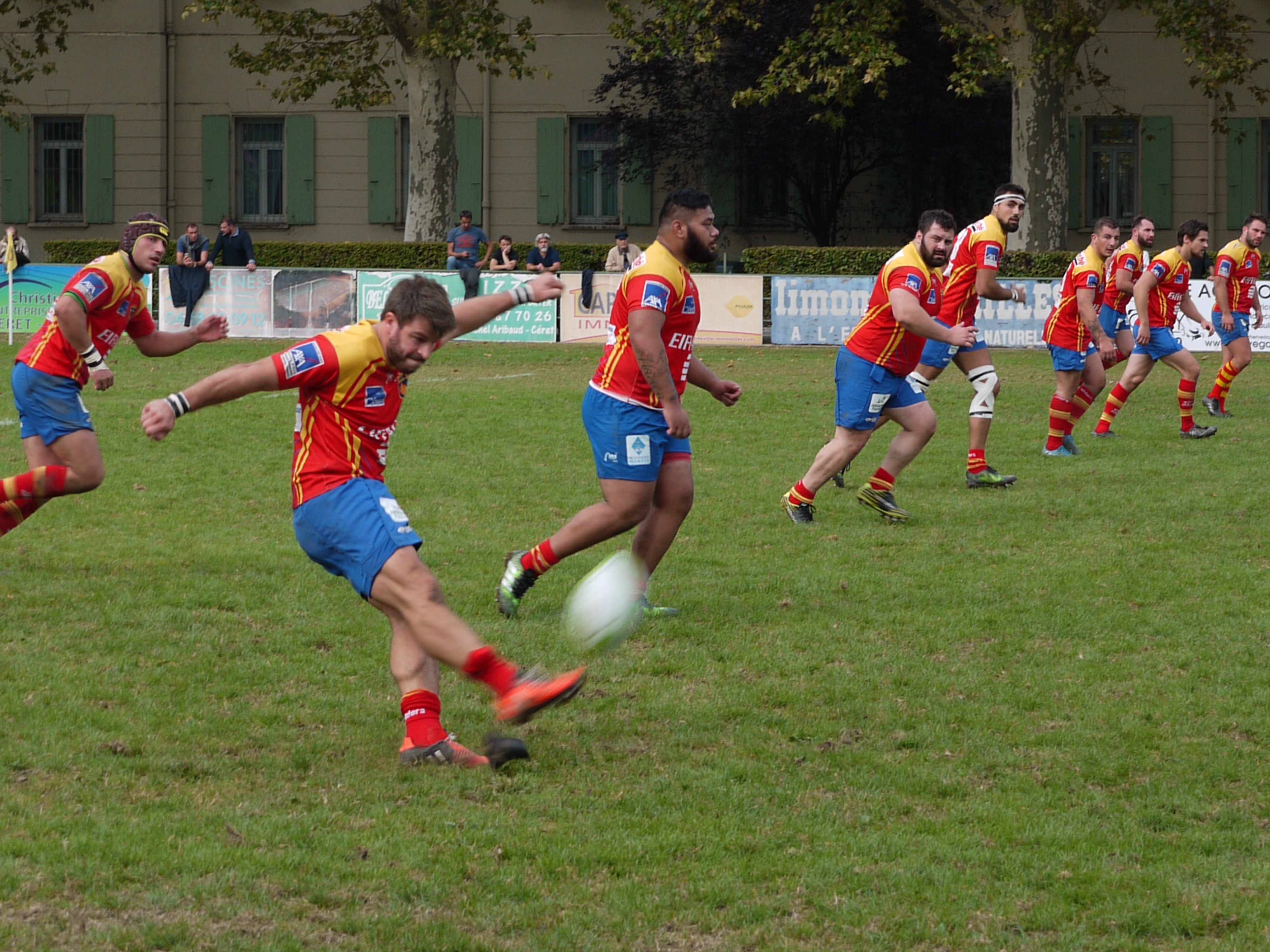
Matthieu Bourret sous le maillot du Céret sportif en 2017.

Après un retour vers la France avec trois ans au Castres olympique, il rejoint l'effectif de l'US Dax pour deux saisons.
Buteur de formation, il retrouve ce rôle dans le club landais, pour lequel il était peu sollicité lors de ses années à Castres étant donné la présence de Romain Teulet.
Il reconduit son contrat avec l'US Dax à deux reprises, de deux années en 2012, puis de deux nouvelles saisons en 2014. Au terme de six saisons au sein du club landais, le contrat de Bourret n'est pas prolongé à l'intersaison 2016,.
Bourret signe alors avec le Céret sportif en Fédérale 2. Au terme de sa première saison, il gagne avec son club sa place en Fédérale 1 pour l'année à venir. Il quitte ensuite le club à l'intersaison 2018 afin de se consacrer à plein temps à sa reconversion professionnelle dans le secteur des assurances.

## Palmarès

### En club
- Championnat de France espoirs de rugby à XV :
  - Champion (1) : 2005 avec l'USA Perpignan.

### En sélection nationale
- International -18 ans :
  - 3 sélections en 2003 (Pays de Galles, Écosse & Angleterre)[réf. nécessaire].
- International -19 ans :
  - Finaliste du championnat du monde 2004 en Afrique du Sud : 4 sélections, 3 essais, 4 pénalités, 2 transformations[réf. nécessaire].
- International -21 ans : 
  - 2004 : participation au championnat du monde en Écosse[réf. nécessaire].
  - 2005 : participation au championnat du monde en Argentine, 1 sélection (Italie)[réf. nécessaire].
  - 2006 : champion du monde en France, 3 sélections (pays de Galles, Australie, Afrique du Sud).